# Enrico Morovich
Enrico Morovich (* 1906 in Sussak, einem Vorort der Stadt Fiume (Rijeka), die damals zu Österreich-Ungarn gehörte; † 1994 in Chiavari-Lavagna) war ein italienischer Schriftsteller und gefragter Autor von Kurzgeschichten.

## Leben
Morovich arbeitete nach einer kaufmännischen Ausbildung als Angestellter bei der Banca d’Italia, bei den Magazzini Generali di Fiume, später in einem Souvenir-Laden in Pisa und bei der Azienda Autonoma di Soggiorno della Versilia und danach als Beamter im Consorzio Autonomo im Genuaer Hafen.

## Autor
Seine Arbeit als Autor ist ab 1929 nachweisbar. Er hatte Kontakt zu den damals angesehenen Zeitschriften (Solaria, La Fiera Litteraria etc.), aber auch mit verschiedenen Zeitungen, bei denen seine Kurzgeschichten sehr gefragt waren. Er veröffentlichte zuerst vorwiegend Kurzprosa. Die Attraktivität seiner Texte, die zumeist im ländlichen Raum spielten, lässt sich heute noch gut nachvollziehen. Sie sind ergreifend und widmen sich insbesondere der Gemütsverfassung von Menschen, die auf dem Land leben. Er scheint eine Zuneigung zu einfachen Menschen („Bauern, Kutschern, Wasserträgern, Haushälterinnen“) zu haben und zu ihrer Art, die Realität zu bewältigen – bis hin zum Kampf mit dem Tod, der in der Regel als Person unter den Menschen agiert, was einige Kritiker veranlasst, ihn als Surrealisten zu bezeichnen.
Sein erstes Buch veröffentlichte er 1936: „L’osteria sul torrente“. Es folgten „MIRACOLI QUOTIDIANI“ (1938), „I ritratti nel bosco“ (1939) – alle drei in Florenz erschienen. Erst 1988 erscheint ein Sammelband „MIRACOLI QUOTIDIANI“, der alle Texte aus diesen drei Bänden zusammengefasst. Aus diesem letzten Buch wurden die Geschichten für die deutsche Übersetzung „Alltägliche Wunder“ von Hans Raimund (Wien 2024) ausgewählt, übersetzt und publiziert. Es ist, nach Sabine Schneiders Präsentation übersetzter und ausgewählter Texte von Enrico Morovich die erste umfangreiche in Buchform erschienene Übersetzung von Erzählungen Morovichs ins Deutsche.
Nach dem Krieg hatte Morovich in mehreren Städten Italiens (Neapel, Lugo, Viareggio, Basalla, Pisa) gelebt. In Genua begann er 1958 nach einer langen Pause erst wieder, Erzählungen und Romane zu publizieren: „Il baratro“ (1964), „Gli ascensori invisibili“ (1981), „I giganti marini“ (1984), „Piccoli amanti“ (1990) und „Un italiano di Fiume“. Letzterer enthält biografische Details.
Vier Jahre nach seiner Übersiedlung nach Chiavari-Lavagna (1990) starb Enrico Morovich dort.

## Kritik
Die Anonymität, die diese Geschichten besitzen, ist nicht die der Großstadt, sondern des kargen Landes. Alle Handelnden tragen Namen, alle Namen sind gleichgültig. Menschen benehmen sich wie Teufel, und Teufel benehmen sich wie Menschen. Arme Teufel sind sie allesamt. Die Tore zwischen Himmel und Erde, zwischen dem Menschen und dem Tierischen, zwischen dem Belebten und dem Toten stehen weit offen (…) Die strenge Knappheit und den (…) Humor, mit dem all das erzählt ist, haben im vergangenen Jahrhundert nur wenige erreicht (…)
Morovich . . . spekuliert nicht, er kommentiert nicht, er hält einfach fest, was sich in dieser Welt der alltäglichen Wunder ereignet. Die „stilistische Klarheit, Einfachheit, Direktheit und die daraus oft sich ergebende jähe Poesie“ ist es auch, die Hans Raimund, wie er in seinem Nachwort zu dieser handlichen und schön gestalteten Ausgabe bemerkt, von Anfang an als überaus erfrischend an Morovich empfunden hat – und als „unbedingt einer Übersetzung und Vorstellung wert“. Man muss Hans Raimund dankbar sein, dass er den „Miracoli quotidiani“ eine deutsche Fassung gegeben und uns nun mit einem großen Meister der kleinen Form bekanntgemacht hat.

## Bibliografie (Übersetzungen ins Deutsche)
- Ausgewählte Texte; Übersetzung Sabine Schneider; in ROWOHLT LITERATURMAGAZIN 23; 1989
- Alltägliche Wunder, Erzählungen, Herausgegeben und übersetzt von Hans Raimund; Löcker Verlag, Wien 2024, ISBN 978-3-99098-192-4 (gestützt auf die italienische Originalausgabe: Miracoli quotidiani, Sellerio, Palermo 1988.)